# Richie Hearn
 (mai 2025).
Si vous disposez d'ouvrages ou d'articles de référence ou si vous connaissez des sites web de qualité traitant du thème abordé ici, merci de compléter l'article en donnant les références utiles à sa vérifiabilité et en les liant à la section « Notes et références ».
Pour les articles homonymes, voir Hearn.
Richie Hearn, né le 4 janvier 1971 à Glendale en Californie, est un pilote automobile américain.
En 1994, il pilote pour Lynx Racing.

## Palmarès
- 1990 : Volant Elf sur le Circuit du Castellet
- 1994 : Champ Car Atlantic Championship, vice-champion
- 1995 : Champ Car Atlantic Championship, champion
- 1996 : Vainqueur de la course d'IndyCar Series sur le Las Vegas Motor Speedway